# Anulocaulis
Anulocaulis es un género de plantas herbáceas caducas o perennes de la familia Nyctaginaceae. Comprende 9 especies descritas y de estas, solo 4 aceptadas.

## Taxonomía
El género fue descrito por Paul Carpenter Standley y publicado en Contributions from the United States National Herbarium 12(8): 374–375. 1909. La especie tipo es: Anulocaulis eriosolenus (Torr.) Standl.   

## Especies aceptadas
A continuación se brinda un listado de las especies del género Anulocaulis aceptadas hasta octubre de 2014, ordenadas alfabéticamente. Para cada una se indica el nombre binomial seguido del autor, abreviado según las convenciones y usos.	
- Anulocaulis annulatus (Coville) Standl.
- Anulocaulis eriosolenus (Torr.) Standl.
- Anulocaulis leiosolenus (Torr.) Standl.
- Anulocaulis reflexus I.M.Johnst.